# Эспиноса, Миссаэль
Эдуардо Миссаэль Эспиноса Падилья (исп. Eduardo Missael Espinoza Padilla; родился 12 апреля 1965 года в Тепике, Мексика) — мексиканский футболист, полузащитник. Известен по выступлениям за «Леон», «Монтеррей», «Гвадалахару» и сборную Мексики. Участник чемпионата мира 1994 года.

## Клубная карьера
Эспиноса начал карьеру в клубе «Монтеррей». В 1984 году он дебютировал за команду в мексиканской Примере. В 1986 году Миссаэль помог «Монтеррею» выиграть чемпионат Мексики. В 1993 году Миссаэль подписал соглашение с «Гвадалахарой», за которую он три сезона с перерывом на командировку в американский «Сан-Хосе Эртквейкс». В 1997 году Эспиноса во второй раз стал чемпионом Мексики. Свою третью золотую медаль он выиграл в 1998 году во время выступления за «Некаксу». После этого Миссаэль выступал за «Леон» и «Керетаро», а в 2005 году завершил карьеру в родном «Монтеррее».

## Международная карьера
17 апреля 1990 года в матче против сборной Колумбии Эспиноса дебютировал за сборную Мексики. В 1991 году он в составе национальной команды принял участие в Золотом кубке КОНКАКАФ. На турнире Миссаэль сыграл в матчах против сборных Канады, сборных Гондураса, США, Коста-Рики и Ямайки. По итогам турнира Эспиноса стал бронзовым призёром.
В 1994 году Эспиноса попал в заявку национальной команды на участие в Чемпионате мира в США. На турнире он был запасным и не сыграл ни минуты. В 1995 году Миссаэль принял участие в Кубке Америки.

## Достижения
Командные
 «Монтеррей»
- Чемпионат Мексики по футболу — 1986

 «Гвадалахара»
- Чемпионат Мексики по футболу — Лет. 1997

 «Некакса»
- Чемпионат Мексики по футболу — Зим. 1998

Международные
 Мексика
- Золотой кубок КОНКАКАФ — 1991
- Кубок конфедераций — 1995